# Abdij van Clairefontaine (Franche-Comté)
De Abdij van Clairefontaine in de Franche-Comté is een cisterciënzerabdij  die bestond tussen 1131/1132 en 1791. Ze is gesitueerd in de huidige gemeente Polaincourt-et-Clairefontaine in het departement van de Haute-Saône en hing af van het bisdom Besançon.
De gebouwen werden als nationaal goed verkocht met de Franse Revolutie en omgevormd in een faïencerie in de 19e eeuw en nadien in een psychiatrisch ziekenhuis vanaf 1938.

## Stichting
De Abdij van Clairefontaine werd gesticht in 1131 of 1132 door de monniken die van de nabije Abdij van Morimond kwamen op verzoek van heer Guy de Jonvelle. Dertien religieuzen onder leiding van de monnik Lambert (de latere abt van Morimond en nadien van Cîteaux) installeerden er zich in 1132. De heren van Jonvelle hadden in de abdij tevens hun graftomben.
De abdij kreeg schenkingen van verschillende weldoeners, waaronder: keizer Frederik Barbarossa, Reinoud III en Stephanus I, graven van Bourgondië, Guy en Bertrand van Jonvelle, Hugo en Gislebert van Faucogney, burggraven van Vesoul, Hendrik de broer van en Hendrik de zoon van Frederik van Bourgondië, Frederik en Ferry, graven van Toul, Matthias, hertog van Lotharingen, Diederik, aartsbisschop van Besançon. Ze ontwikkelde zich in de daaropvolgende eeuwen in het bijzonder door haar metallurgie, bijvoorbeeld de smelterij van Varigney.

## Verdere geschiedenis
In 1348 werd de abdij zwaar getroffen door de Zwarte Dood en in 1359 werd de abdij gedurende de Honderdjarige Oorlog gebrandschat door Lotharingse dievenbendes onder leiding van Stephanus van Vy en zijn Engelse troepen. Geplunderd door een groot aantal troepen in 1427, getroffen door verschillende epidemies werd ze nogmaals in brand gezet door koning Lodewijk XI in 1479 en ten slotte tot ruïne herleid door de hertog van Palts-Zweibrucken in 1569 tijdens de godsdienstoorlogen in 1569. In 1595 werd ze door de huurlingen van Tremblecourt die voor koning Hendrik IV vochten tegen het koninkrijk Spanje en in 1636 werd ze gebrandschat door Bernard van Saksen-Weimar die de Franche-Comté binnendrong tijdens de Dertigjarige Oorlog. In 1648 werd ze een commende en haar ruïnes werden niet hersteld tot 1711.
De abdij verdween ten slotte in 1791 met de Franse Revolutie en de gebouwen werden in 1793 als nationaal goed verkocht aan lokale handelaars. De overheid liet er een glazenmakerij toe bij besluit van het Directoire van 28 augustus 1798.

## Herbestemming

### Faïencerie
Ondanks de teloorgang werd de vroegere abdij in 1802 een faïencerie (faïence van het fijne witte type, genaamd « opaak porselein», en fijne gele faïence, genoemd« grijs Nankin») die meer dan 120 arbeiders telden in 1890). De Eerste Wereldoorlog en vooral de economische crisis van de jaren 30 leidden tot de sluiting van de onderneming in 1932.

### Psychiatrisch ziekenhuis
De gebouwen werden in 1938 gekocht door de Hôpitaux de Seine-et-Marne, door middel van de Société Asile de Saint-Remy, en verbouwd tot een psychiatrisch ziekenhuis dat onderdak bood aan 125 zieken (in 1940) De uitbating wordt verzekerd onder toezicht van de Association hospitalière de Franche-Comté (AHFC) als het gespecialiseerde hospitaal  Saint-Remy/Clairefontaine.